# Cienistka Roberta
Cienistka Roberta (Gymnocarpium robertianum) – gatunek paproci z rodziny paprotnicowatych. Występuje w Europie, na Kaukazie i w Ameryce Północnej. W Polsce występuje w Sudetach, Karpatach i na wyżynach. Znany także pod nazwą zachyłka Roberta.

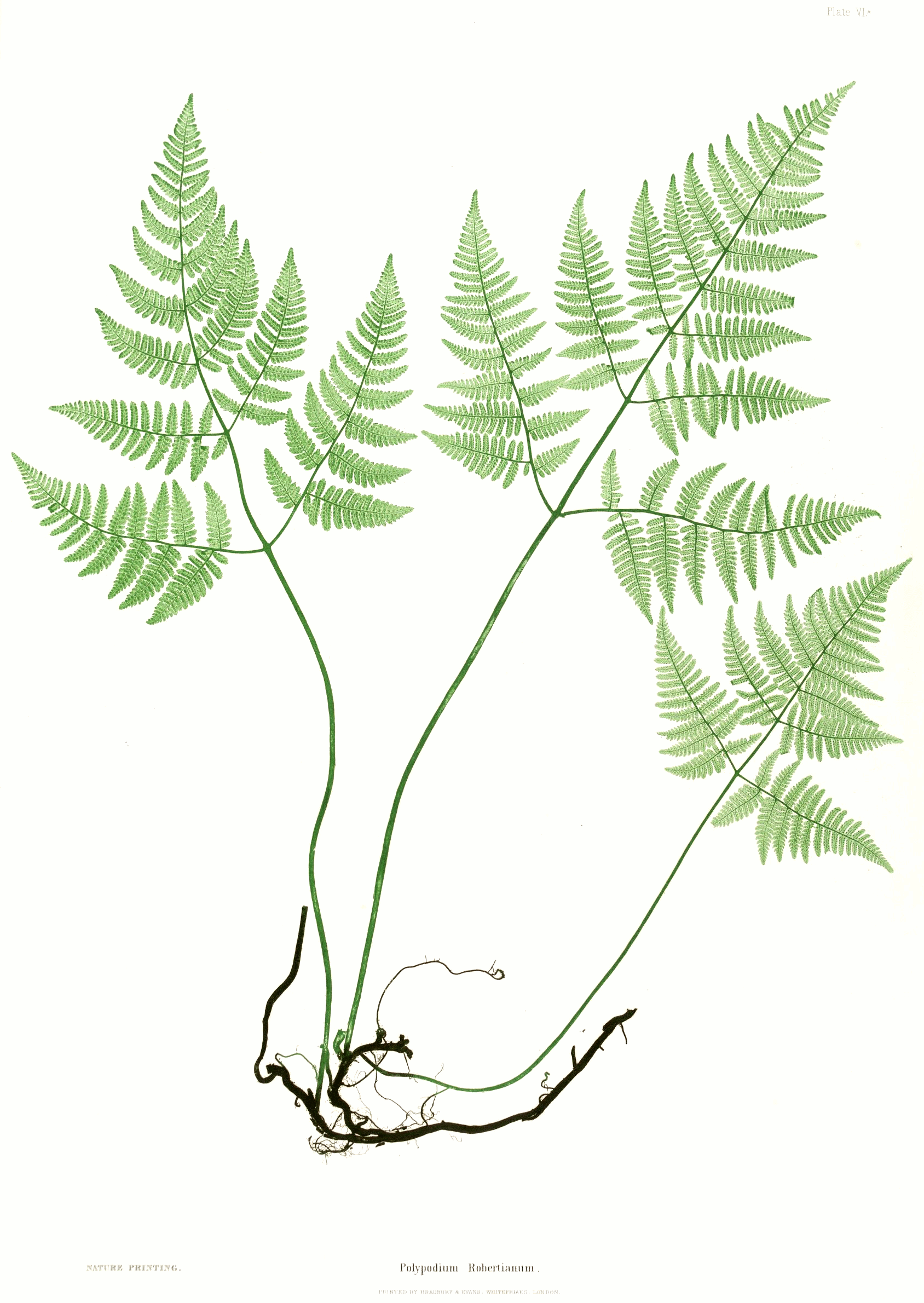

## Morfologia
PokrójRoślina wieloletnia, osiąga wysokość do 50 cm.
SporofitSkłada się z kłącza i liści.
LiścieBlaszka liściowa w zarysie trójkątna, potrójnie pierzasta, ogruczolona. Na spodniej stronie liści przy brzegu znajdują się kupki zarodni. Zawijek brak. Ogonek liściowy 1,5 raza dłuższy od blaszki liściowej, gruczołowato owłosiony.
Część podziemnaPłożące się kłącze.

## Biologia i ekologia
Bylina. Występuje na podłożu wapiennym w lasach, na skałach i piargach. Zarodniki dojrzewają w lipcu i sierpniu. Liczba chromosomów 2n=160.